# Nóvie Poliani
Nóvie Poliani - Новые Поляны (rus) és un possiólok del krai de Krasnodar, a Rússia. Es troba als vessants septentrionals del Caucas occidental, a la vora del riu Pxekha, a 20 km al sud d'Apxeronsk i a 105 km al sud-est de Krasnodar, la capital.
Pertanyen a aquest municipi les poblacions de Godovnikov, Gorni Lutx, Samúrskaia, Xirvànskaia i Xirvànskaia Vodokatxka.